# Olga Nikolajevna af Rusland (1895-1918)
Olga Nikolajevna af Rusland (russisk: Ольга Николаевна Романова; tr. Olga Nikolajevna Romanova) (15. november (julianske kalender: 3. november) 1895 – 17. juli 1918) var en russisk storfyrstinde, der var den ældste datter af Nikolaj 2. af Rusland og Alexandra Fjodorovna af Rusland. Olga og hendes familie blev henrettet i 1918 i forbindelse med Den Russiske Revolution.